# E010 (trasa europejska)
E010 – trasa europejska łącznikowa (kategorii B), biegnąca przez Kirgistan. Długość trasy wynosi 570 km. Przebieg: Osz - Biszkek.